# Río Guatulame
Río Guatulame är ett vattendrag i Chile.   Det ligger i regionen Región de Coquimbo, i den centrala delen av landet, 300 km norr om huvudstaden Santiago de Chile.
Omgivningarna runt Río Guatulame är i huvudsak ett öppet busklandskap. Runt Río Guatulame är det glesbefolkat, med 11 invånare per kvadratkilometer.